# 山中章
山中章（やまなか あきら、1948年- ）は、日本の考古学者・日本史学者、三重大学名誉教授。

## 人物・来歴
京都市生まれ。京都府立洛東高等学校卒、1973年広島大学文学部史学科考古学専攻卒業。1997年「日本古代都城の研究」で博士（文学）。1976年京都府向日市教育委員会職員となり、長岡京跡の発掘調査・研究に従事。財団法人向日市埋蔵文化財センター長を経て、1998年三重大学人文学部教授。2014年定年退任、名誉教授。

## 著書
- 『日本古代都城の研究』(ポテンティア叢書) 柏書房, 1997.5
- 『長岡京研究序説』塙書房, 2001.4

### 共編著
- 『日本の古代遺跡 28 京都. 2』山田邦和共著 保育社, 1992.10
- 『流通と文字』 (文字と古代日本)編 吉川弘文館, 2005.7
- 『平安京とその時代』朧谷壽共編. 思文閣出版, 2009.12
- 『講座畿内の古代学』全3巻 広瀬和雄,吉川真司共編. 雄山閣, 2018-20